# Paula Twining
Paula Twining (ur. 23 kwietnia 1982 w Otahuhu) – nowozelandzka wioślarka.

## Osiągnięcia
- Mistrzostwa Świata – Lucerna 2001 – czwórka podwójna – 2. miejsce[1].
- Mistrzostwa Świata – Sewilla 2002 – czwórka bez sternika – 4. miejsce[1].
- Mistrzostwa Świata – Mediolan 2003 – czwórka podwójna – 12. miejsce[1].
- Mistrzostwa Świata – Eton 2006 – ósemka – 7. miejsce[1].
- Mistrzostwa Świata – Monachium 2007 – ósemka – 9. miejsce[1].
- Mistrzostwa Świata – Poznań 2009 – dwójka podwójna – 7. miejsce[1].